# Тохунц, Арвид Драстаматович
Арвид Драстаматович Тохунц (род. 24.06.1935, Баку) — советский и российский авиаконструктор, в 1976-1981 главный конструктор ОКБ В. М. Мясищева.

## Биография
Окончил Чкаловскую школу в Ереване (1953, с золотой медалью) и МАИ по специальности инженер-механик по самолетостроению (1959).
В 1959—1967 работал в ОКБ А. Н. Туполева. Кандидат технических наук (1966, тема диссертации «Снижение аэродинамического сопротивления, ламинаризация пограничного слоя и техническая реализация»).
В 1967—1981 на Экспериментальном машиностроительном заводе (ОКБ В. М. Мясищева, г. Жуковский): начальник отдела аэродинамики, с 1972 заместитель главного конструктора, с 1976 – главный конструктор.
С 1981 года работал в Ракетно-космической корпорации «Энергия» им. С. П. Королева.
Руководитель и непосредственный участник создания высотного самолета-перехватчика М-17; самолета-транспортировщика ракетных блоков и орбитального корабля ракетно-космической системы «Энергия-Буран» 3МТ.
На самолете-перехватчике М-17 конструкции Мясищева и Тохунца установлено 25 мировых рекордов высоты и скорости.
Автор множества печатных трудов и 24 изобретений.